# Hope Gap
Hope Gap är en brittisk romantisk dramafilm från 2019. Filmen är regisserad av William Nicholson, som även skrivit manus. Filmen hade världspremiär vid Toronto International Film Festival den 6 September 2019.
Filmen hade premiär i Sverige den 27 mars 2020, utgiven av SF Studios.

## Handling
Filmen handlar om en familj där Grace och Edward varit gifta i 29 år. Som en blixt från klar himmel berättar Edward för sonen Jamie att han ska lämna Grace. Redan nästa dag. Filmen skildrar hur de tre familjemedlemmarna hanterar situationen och chocken.

## Rollista (i urval)
- Annette Bening – Grace
- Bill Nighy – Edward
- Josh O'Connor – Jamie
- Aiysha Hart – Jess
- Ryan McKen – Dev
- Steven Pacey – Advokat
- Nicholas Burns – Gary
- Sally Rogers – Angela